# Maori Leap Cave
Die Maori Leap Cave (deutsch „Māori-Sprung-Höhle“) ist eine kleine Höhle 3 km südlich von Kaikoura in der Region Canterbury im Nordosten der Südinsel Neuseelands. Sie befindet sich in Privateigentum eines Farmers und wird von den Eigentümern eines nahegelegenen Cafés bewirtschaftet.
Die Höhle wird in Form geführter Touren touristisch genutzt. In der Höhle befinden sich Stalaktiten und Stalagmiten, Kalksteinformationen und sogenannte „Straws“ (Strohhalme), dünne, hohle Mineralröhren, die die Vorläufer von Stalaktiten sind.
Die meeresnahe Kalksteinhöhle zeigt typische Merkmale einer Karsthöhle. Sie wurde 1958 entdeckt. Sie soll bis vor ca. 6000 Jahren einen natürlichen Zugang zum Meer gehabt haben. In der Höhle gefundene Pinguinknochen wurden auf diese Zeit datiert.
Für den Namen Maori Leap Cave gibt es verschiedene Erklärungen. Nach der einen sprang ein Krieger bei einem Überfall von Maori von der Nordinsel von der Klippe, um nicht gefangen und versklavt zu werden und überlebte anscheinend. Nach einer anderen Legende sprang hier ein Liebespaar aus verfeindeten Stämmen in den Tod. Da die Höhle erst 1958 in einem Steinbruch geöffnet wurde, können die Māori die Höhle selbst nicht gekannt haben. Die damals geschaffene Öffnung befindet sich in einem stillgelegten Steinbruch und ist vergittert. Der heutige Zugang durch einen Tunnel wurde später für die Nutzung als Schauhöhle angelegt.